# میگل
میگل (به هلندی: Meijel) یک منطقهٔ مسکونی در هلند است که در پیل ان‌ماس واقع شده‌است.